# Colebrook, New Hampshire

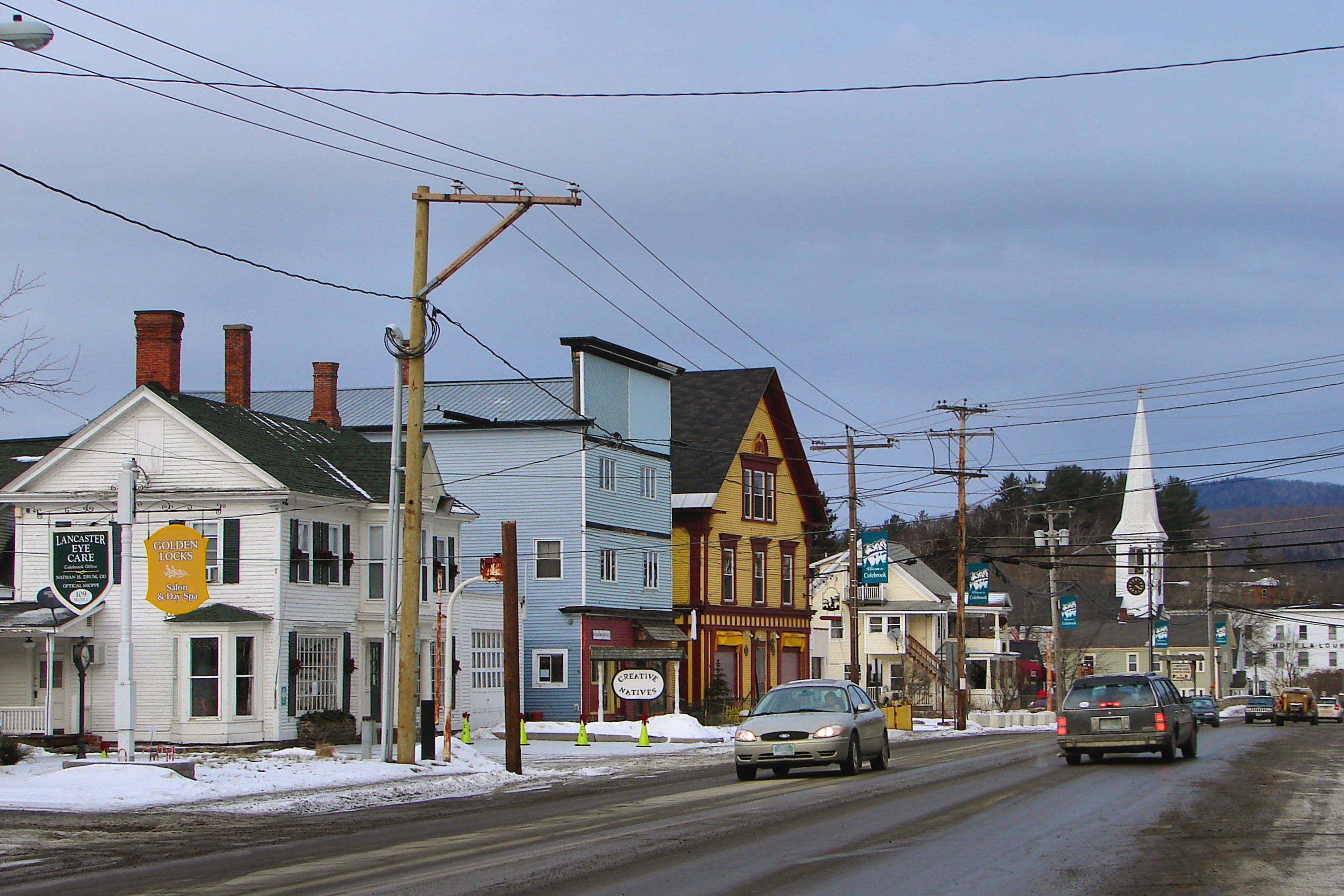

Colebrook är en kommun (town) i Coos County i delstaten New Hampshire, USA med 2 301 invånare (2010).